# 安新町
安新町（あんしんちょう）は静岡県浜松市中央区の町名。丁番を持たない単独町名である。住居表示未実施。

## 地理
浜松市中央区の東部に位置する。東で中野町、西で薬新町、南で安間町、北で北島町と接する。

### 河川
- 安間川

### 学区
小学校・中学校の学区は以下の通りである。
- 浜松市立和田東小学校
- 浜松市立天竜中学校

## 歴史

### 町名の由来
江戸時代中期から当地に存在した安間新田という地名を短縮し、安新町と命名された。

### 沿革
- 1889年（明治22年）4月1日 - 町村制の施行により、長上郡安間新田村が周辺の村と合併して長上郡橋田村となる。旧村名は橋田村の大字として残る[書籍 2]。
- 1891年（明治24年）6月11日 – 橋田村が和田村に改称する。
- 1896年（明治29年）4月1日 - 郡制の施行により、和田村の所属郡が浜名郡に変更となる。
- 1954年（昭和29年）3月31日 – 和田村が浜松市に編入される。
- 1955年（昭和30年） - 大字安間新田が北島町及び薬新町へ割譲し、大字北島（同時に北島町へ住所表記を行っている）の一部を編入する。また、大字安間新田から安新町に住所表記を変更する[書籍 1]。
- 2007年（平成19年）4月1日 - 浜松市が政令指定都市となる。安新町は東区の一部となる。
- 2024年（令和6年）1月1日 - 浜松市の行政区再編により、安新町は中央区の一部となる。

## 施設
- 安間川公園
- apollostationセルフ天竜川SS（英和エネルギーが運営）
- セブン-イレブン浜松安新町店
- ローソン浜松安新町店

## 交通

### 道路
- 国道1号（浜松バイパス）
- 静岡県道65号浜松環状線

## その他

### 警察
警察の管轄区域は以下の通りである。
| 番・番地等 | 警察署       | 交番・駐在所 |
| ---------- | ------------ | ------------ |
| 全域       | 浜松東警察署 | 和田交番     |

### 消防
消防の管轄区域は以下の通りである。
| 番・番地等 | 消防署   | 本署/出張所 |
| ---------- | -------- | ----------- |
| 全域       | 東消防署 | 本署        |

### 書籍
1. 1 2  『わがまち文化誌 天竜川と東海道 -浜松の東玄関-』浜松市天竜公民館、1994年2月26日、22頁。
2. ↑  『浜松市史 三』浜松市役所、1980年3月26日、176頁。

### WEB
1. ↑  “h02_22.csv”.   総務省 (2022年2月10日). 2024年7月14日閲覧。
2. ↑  “chuouku_menseki.xlsx”.   浜松市 (2024年3月12日). 2024年7月14日閲覧。
3. ↑  “静岡県 浜松市中央区 安新町の郵便番号 - 日本郵便”.   日本郵便. 2025年2月15日閲覧。
4. ↑  “市外局番の一覧”.   総務省 (2022年3月1日). 2024年7月14日閲覧。
5. ↑  “事業所案内及び管轄地域（事務所3件、分室3件）”.   一般社団法人静岡県自動車会議所. 2024年7月14日閲覧。
6. ↑  “住居表示実施状況／浜松市”.   浜松市 (2024年1月4日). 2024年7月14日閲覧。
7. ↑  “学校名から探す／浜松市”.   浜松市 (2024年1月1日). 2024年7月14日閲覧。
8. ↑  “交番｜静岡県警察”.   静岡県警察 (2024年1月1日). 2024年7月14日閲覧。
9. ↑  “消防署の町別管轄「あ」／浜松市”.   浜松市 (202). 2024年10月8日閲覧。